# Ortnamnsefterled i England
Engelska ortnamnsefterled. 
Genom de invasioner som skett har England fått en varierad ortnamnsflora med keltiska, latinska, anglosaxiska, nordiska och franska ortnamn. Det stora flertalet är dock anglosaxiska. 
Efterleden i engelska ortnamn ger ofta en uppfattning om ortens ålder och karaktär. Tillsammans med arkeologiskt material kan de ge värdefull information. Det räcker dock inte med att enbart titta på ortnamnet för att till exempel bedöma vilket folkslag som grundat en ort, eftersom orter har bytt namn m.m. Denna artikel ger exempel på några vanliga efterled.

## -borough
Borg, fort, stad. 

## -bourn, -burn
Bäck, källa, ström.

## -bridge
Bro.

## -burg
Stad.

## -by
Gård, by. Av nordiskt ursprung.

## -caster
Romersk stad.

## -chester
Som caster.

## -combe
Trång dal. Efterledets ursprung är från det korniska språket i Cornwall.

## -croft
Litet inhägnat fält.

## -dale
Motsvarande svenskans dal. Av nordiskt ursprung.

## -don
Berg, kulle, sluttning.

## -field
Fält.

## -ford
Vadställe.

## -ham
Egendom, gård.

## -hurst
Kulle, skogsdunge.

## -ing
Folk. Motsvarar svenskans -inge.
Ändelserna -ingham och -ington är sammansättningar av ing med ham respektive ton.

## -leigh
Betesmark, glänta, röjning, öppen plats.

## -ley
By, gård.

## -mere
Sjö.

## -minster
Domkyrka.

## -mouth
Mynning.

## -ness
Motsvarande svenskans näs. Av nordiskt ursprung.

## -thorp
Motsvarande svenskans torp. Av nordiskt ursprung.

## -ton
Inhägnad, gård, by eller stad. Av nordiskt ursprung.
Se ”tuna”

## -wich, -wick
By, gård, samhälle, stad.

## -worth
Inhägnad, stängsel.